# Cheerios

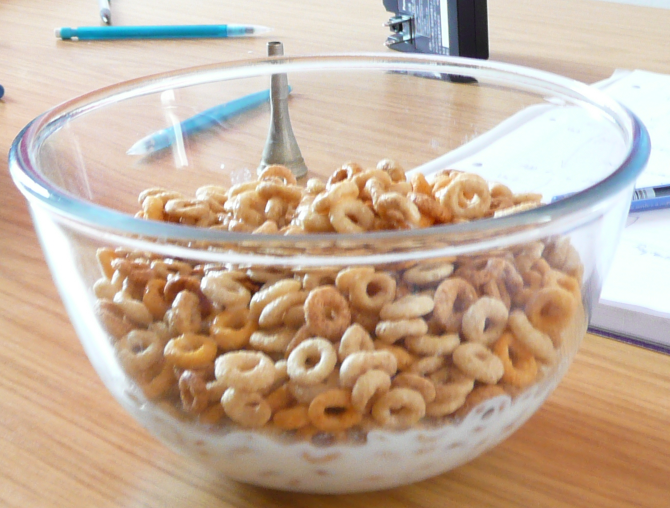
En skål med Cheerios-flingor och mjölk.

Cheerios är ett varumärke för fullkornsflingor och ägs av den amerikanska livsmedelsproducenten General Mills. Varumärket lanserades 1941 som Cheerioats men namnet byttes till det nuvarande bara fyra år senare efter att konkurrenten Quaker Oats stämde dem för varumärkesintrång. 1976 valde man att expandera Cheerios-varumärket och den första avstickaren från originalflingorna var Cinnamon Nut Cheerios och smakade kanel och mandel, den blev ingen succé utan avvecklades redan bara ett år senare. Den andra avstickaren lanserades 1979 med smak återigen av mandel men den här gången tillsammans med honung och fick namnet Honey Nut Cheerios, den blev dock en enorm försäljningssuccé och har varit USA:s mest köpta flingor under många år.
De amerikanska och kanadensiska varianterna av flingorna produceras av General Mills själva medan övriga internationella varianter produceras av Cereal Partners Worldwide, ett samriskföretag mellan General Mills och det schweiziska livsmedelsproducenten Nestlé S.A. I Oceanien säljs Cheerios under varumärket Uncle Tobys.
2009 började General Mills marknadsföra Cheerios som en kolesterolsänkare, där de hävdade att flingorna kunde sänka ens kolesterol med fyra procent på sex veckor, och reducera risken för bland annat kolorektal- och magsäckscancer samt hjärtbesvär. Det var inget som den amerikanska livsmedels- och läkemedelsmyndigheten U.S. Food and Drug Administration (FDA) såg med blida ögon och ansåg dels att texten var vilseledande och dels att flingorna såldes som ej testade och godkända läkemedel. De skickade kravbrev till företaget och ställde ultimatum om att antingen tar de bort alternativt omformulera texten eller att Cheerios ska klassas som läkemedel. General Mills motsatte sig först men valde till slut att omformulera till att äta Cheerios är en del av en hälsodiet som kan vara en hjälp till att minska kolesterolhalten och lindra hjärtbesvär. FDA godkände den nya texten och gick inte vidare med ärendet.
I februari 2015 meddelade General Mills att fem varianter av Cheerios skulle bli helt glutenfria med start i juli, lanseringen har dock inte gått som General Mills tänkt sig eftersom det har visat sig att alla förpackningar är inte glutenfria. I en studie som FDA gjorde på 36 kartonger, några innehöll uppemot 43 ppm gluten, mer än dubbelt så mycket som gränsvärdet för glutenfritt är, det vill säga 20 ppm. I september lämnades det in en grupptalan mot General Mills från konsumenter som har köpt produkterna i god tro att de var glutenfria. I oktober samma år tvingades företaget att återkalla 1,8 miljoner förpackningar. En till grupptalan mot företaget lämnades in i januari 2016. Den 25 oktober 2017 meddelade General Mills att man väljer självmant ta bort texten om att flingorna är glutenfria på de kanadensiska förpackningarna, tills de kanadensiska livsmedelsmyndigheterna har utrett och tagit fram policyer för havre i glutenfria livsmedel.